# Itaporã FC
Az Itaporã Futebol Clube, vagy Itaporã, labdarúgócsapatát 2008-ban Itaporã-ban hozták létre. A  brazil együttes Mato Grosso do Sul állam másodosztályú bajnokságában szerepel.

## Játékoskeret
2014-től
| # |     | Poszt | Név                                         |
| - | --- | ----- | ------------------------------------------- |
|   | BRA | K     | Roger                                       |
|   | BRA | V     | Jaime                                       |
|   | BRA | V     | Josivaldo                                   |
|   | BRA | V     | Wesley                                      |
|   | BRA | V     | Gustavo Jose (kölcsönben a Passo Fundo-tól) |
|   | BRA | KP    | Alex                                        |
|   | BRA | KP    | Fábio                                       |
|   | BRA | KP    | Rennan                                      |
|   | BRA | KP    | Dorival                                     |
|   | BRA | KP    | Ronaldo Borges                              |
|   | BRA | KP    | Joel                                        |

| # |     | Poszt | Név                           |
| - | --- | ----- | ----------------------------- |
|   | BRA | KP    | Gustavo                       |
|   | BRA | KP    | Cristhian                     |
|   | BRA | CS    | Romullo                       |
|   | BRA | CS    | Rodolfo Fofo                  |
|   | BRA | CS    | Jose Mino                     |
|   | BRA | CS    | Lucas                         |
|   | BRA | CS    | Uelison                       |
|   | BRA | CS    | Wellington                    |
|   | BRA | CS    | Fagner (kölcsönben a CEO-tól) |
|   | BRA | CS    | Tiago Rodrigues               |